# Litoria everetti
Litoria everetti är en groddjursart som först beskrevs av George Albert Boulenger 1897.  Litoria everetti ingår i släktet Litoria och familjen lövgrodor. IUCN kategoriserar arten globalt som otillräckligt studerad. Inga underarter finns listade i Catalogue of Life.